# Ostrobotnie (province historique)
Pour les articles homonymes, voir Ostrobotnie.
 (février 2009).
Si vous disposez d'ouvrages ou d'articles de référence ou si vous connaissez des sites web de qualité traitant du thème abordé ici, merci de compléter l'article en donnant les références utiles à sa vérifiabilité et en les liant à la section « Notes et références ».

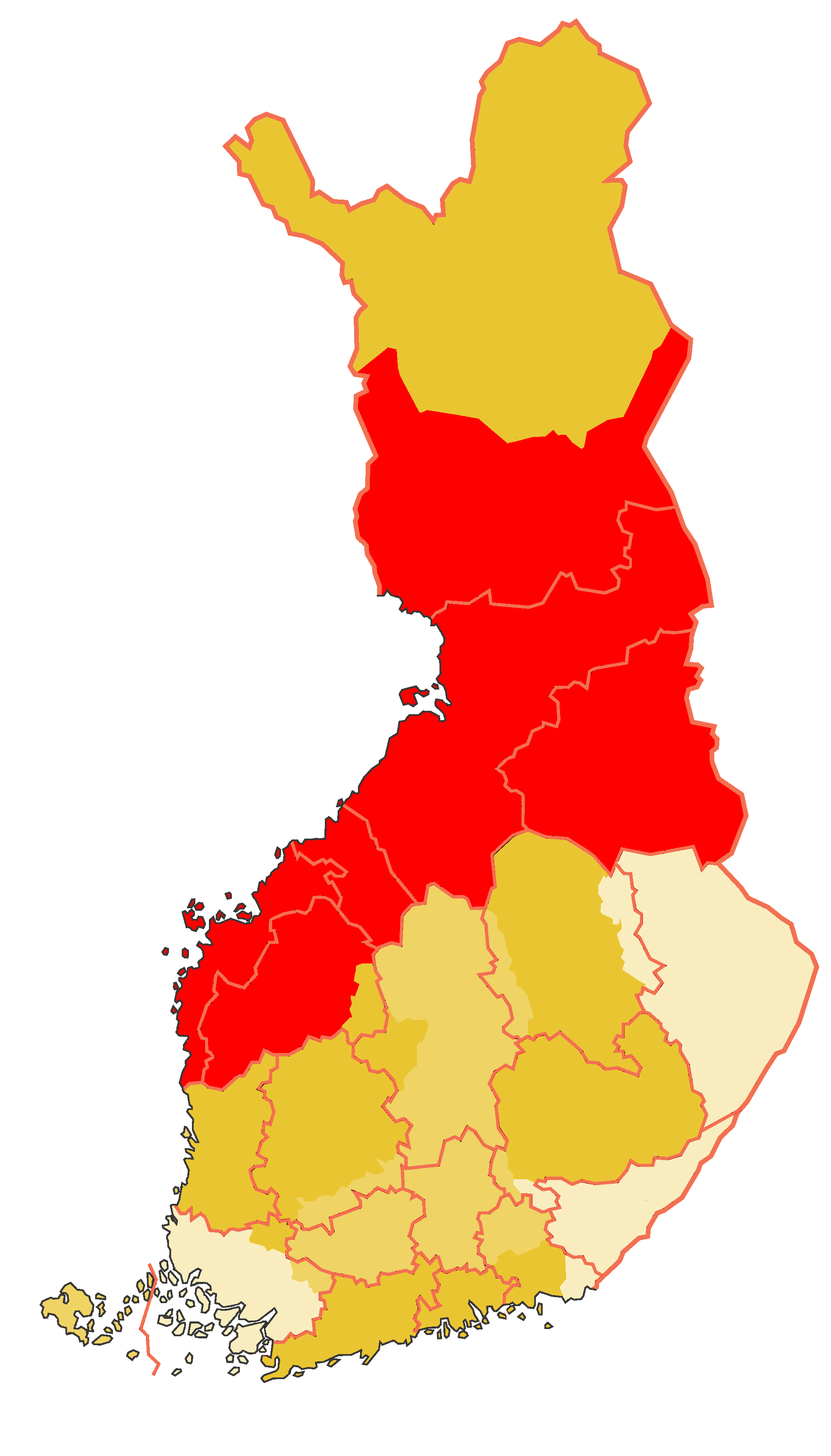
Province historique d'Ostrobotnie en rouge.

Armoiries

L'Ostrobotnie (en finnois : Pohjanmaa, en suédois : Österbotten) est une ancienne province de Finlande datant, comme les autres, de l'époque où Suède et Finlande ne faisaient qu'un. Aujourd'hui, cette province est partagée entre les régions d'Ostrobotnie, d'Ostrobotnie-Centrale, d'Ostrobotnie du Sud, d'Ostrobotnie du Nord, du Kainuu et même une partie de la Laponie.
La province était bordée au sud par le Satakunta, le Häme, la Savonie et la Carélie.
Le nom de cette province signifie en français Botnie orientale ; la Botnie-Occidentale (en suédois Västerbotten), autre province historique, fait de nos jours partie de la Suède ; quant à la Botnie-Septentrionale, son territoire s'étendait à la fois sur une partie de la Suède actuelle et sur une petite bande de l'actuelle Finlande. Ces provinces disparues entouraient le golfe de Botnie qui, lui, figure toujours sur nos cartes géographiques.

## Histoire
Des traces d'habitat humain datant de 120 000 ans[réf. nécessaire] ont été trouvées près de Kristinestad, ce qui en ferait possiblement le site habité le plus ancien des pays Nordiques[réf. nécessaire].
Les hommes modernes s'installent dès le retrait des glaciers il y a 9000 ans[réf. nécessaire]. À cette époque, une bonne partie de la région est encore sous les eaux et n’en émerge que par l'effet de l'isostasie.
L'âge du bronze et l'âge du fer voient une société agricole remplacer les sociétés traditionnelles de chasseurs-cueilleurs, plus rapidement dans les parties les plus méridionales de la région.
Les colons suédois s'installent le long des côtes dès le XIIIe siècle. Ils gouvernent la région depuis le château de Korsholm. Aujourd'hui encore la partie côtière de cette région reste une des places fortes des suédophones de Finlande et est souvent surnommée la côte suédoise[réf. nécessaire].
Une société basée sur l'agriculture s'épanouit, sur des terres planes, presque dépourvues de lacs et bien plus fertiles que la Savonie ou la Carélie.
En 1775, la province est scindée en deux : la partie Sud devient le Vaasan lääni et la partie Nord (future Ostrobotnie du Nord + Laponie) le Oulun lääni.
La région n'est ensuite que peu touchée par l'industrialisation. Elle connaît l’exode rural mais pas l'émergence de villes ouvrières. Elle gagne alors une réputation conservatrice[réf. nécessaire]. C'est là que les armées blanches se replient pendant la guerre civile de 1918 (le gouvernement est transféré à Vaasa), c'est là qu'émerge en 1929 le mouvement de Lapua qui tente un coup d'État fasciste en 1932.